# 葉鱸科
葉鱸科為輻鰭魚綱䲁形目其中一個科，此前曾是卵附系目級地位未定的其中一個科，為小型的熱帶淡水魚，分布於南美洲及非洲淡水流域。

## 形態
體色為褐色為主，頭大，狀如枯葉，游動時如同落葉飄在水中，當獵物靠近時，利用有延伸的嘴，將獵物吸入口中，以小魚及甲殼類為食。由於其獨特的生活習性，很受水族愛好者喜愛，然不亦飼養，需要非常乾淨、柔軟、酸性的水和大量的活食。

## 分類
本科現存4屬：
- 非洲南鱸屬 Afronandus Meinken, 1955
- 單鬚葉鱸屬 Monocirrhus Heckel, 1840
- 多棘鱸屬 Polycentropsis Boulenger, 1901
- 葉鱸屬 Polycentrus Müller & Troschel, 1849